# Francisco Manuel de Melo
Francisco Manuel de Melo (Lisboa, 23 de Novembro de 1608 – Lisboa, Alcântara, 24 de Agosto ou 13 de Outubro de 1666) foi um escritor, político e militar português, ainda que pertença, de igual modo, à história literária, política e militar da Espanha. Historiador, pedagogo, moralista, autor teatral, epistológrafo e poeta, foi representante máximo da literatura barroca peninsular. Dedicou-se à poesia, ao teatro, à história e à epistolografia. Tendo publicado cerca de duas dezenas de obras durante a sua vida, foi ainda autor de outras, publicadas postumamente. Aliou ao estilo e temática barroca (a instabilidade do mundo e da fortuna, numa visão religiosa) o seu cosmopolitismo e espírito galante, próprio da aristocracia de onde provinha.
Entre as suas obras mais importantes, pode-se destacar o texto moralista da Carta de Guia de Casados ou a peça de teatro Fidalgo Aprendiz (que é uma "Farsa", como foi descrita pelo seu autor desde o início e não um "Auto" como tem vindo a ser designada por edições recentes).

## Biografia
Nasceu em Lisboa numa família de alta fidalguia, seu pai Luís de Melo, militar, morre em 1615, na ilha de São Miguel, deixando a par de Francisco com 7 anos de idade, uma filha, Isabel. A mãe, Dona Maria de Toledo de Maçuellos, era filha dum "alcalde mayor" de Alcalá de Henares, e neta do cronista e gramático português Duarte Nunes de Leão. Pensa-se que terá tido a sua educação académica num colégio de Jesuítas (provavelmente, no colégio jesuíta de Santo Antão, onde terá estudado humanidades), e adquiriu uma erudição que se tornaria patente nas obras. Como pretendia seguir a carreira das armas, a exemplo do pai, estudou matemática. Começou, desde cedo, a frequentar a corte. Foi Fidalgo da Casa Real e Cavaleiro da Ordem de Cristo.
Seguiu a vida militar a serviço da armada da União Ibérica em Flandres e na Catalunha. O episódio mais famoso do período ocorreu em 1627,  descrito na sua “Epanáfora Trágica”: estando a servir na esquadra comandada por  Manuel de Meneses, esteve perto de naufragar no Golfo da Biscaia, tendo atingido a custo a costa francesa. Pouco depois, em 1629, combateu, vitoriosamente, corsários turcos num combate naval no Mar Mediterrâneo e foi armado cavaleiro. Em 1631 recebeu a ordem de Cristo das mãos de Filipe IV de Espanha. A sua presença na corte de Madrid torna-se constante. Capital do Império, a cidade assumia-se como o grande centro político e cultural da Península Ibérica. Francisco Manuel de Melo entrou aí em contacto com os mais eminentes intelectuais, incluindo o célebre Francisco de Quevedo.
Em 1637 tinha participado na pacificação da revolta de Évora, acontecimento que viria a preparar a restauração portuguesa. Assim que esta foi declarada por João IV de Portugal, a coroa espanhola manda prendê-lo por suspeitar do seu envolvimento na revolução em solo luso. Tendo-lhe sido autorizado deslocar-se para a Flandres, fugiu daí para Inglaterra, de onde regressou a Portugal. Neste ano, em 1641, livre, aderiu à causa do rei português, João IV, a quem prestará os seus serviços, a nível militar e diplomático. Foi encarregado de missões diplomáticas em Paris, Londres, Roma e Haia.

## Prisão e desterro
Em 1644, em Portugal, depois de receber a comenda da Ordem de Cristo, foi preso por envolvimento num caso que acarreta muitas dúvidas e conjecturas.
Enquanto alguns referem um móbil político, outros defendem um caso passional: A rivalidade do rei João IV e do poeta, para com a esposa do Conde de Vilanova de Portimão, Mariana de Lancastre, chegando ao ponto de uma briga dos dois uma noite, em que apenas o rei teria reconhecido Francisco. Morrendo assassinado Francisco Cardoso, criado do Conde, que entretanto teria denunciado ao amo os amores clandestinos da esposa, as suspeitas teriam ido para Francisco. O espírito de vingança do Conde, tal como a inimizade do rei teriam levado então Francisco a ser aprisionado.
Manteve-se na prisão até 1655, onde escreveu muitas das suas mais celebradas obras. Foi condenado ao degredo em África, conseguindo, depois, que a pena lhe fosse comutada para o exílio no Brasil, e viveu por três anos na Bahia, encarcerado no forte de São Filipe de Monte Serrat ao qual sucedeu o actual forte de Monte Serrat. A influência do Novo Mundo, ainda que pouco acentuada, encontra-se em alguns aspectos da sua obra. Em 1658, morto João IV, regressou a Portugal.
Dedicou-se, então, à “Academia dos Generosos”, agremiação de carácter literário. O novo rei voltou a demonstrar-lhe confiança, ao encarregá-lo de missões diplomáticas. Foi nomeado deputado da Junta dos Três Estados em 1666, ano em que morreu.

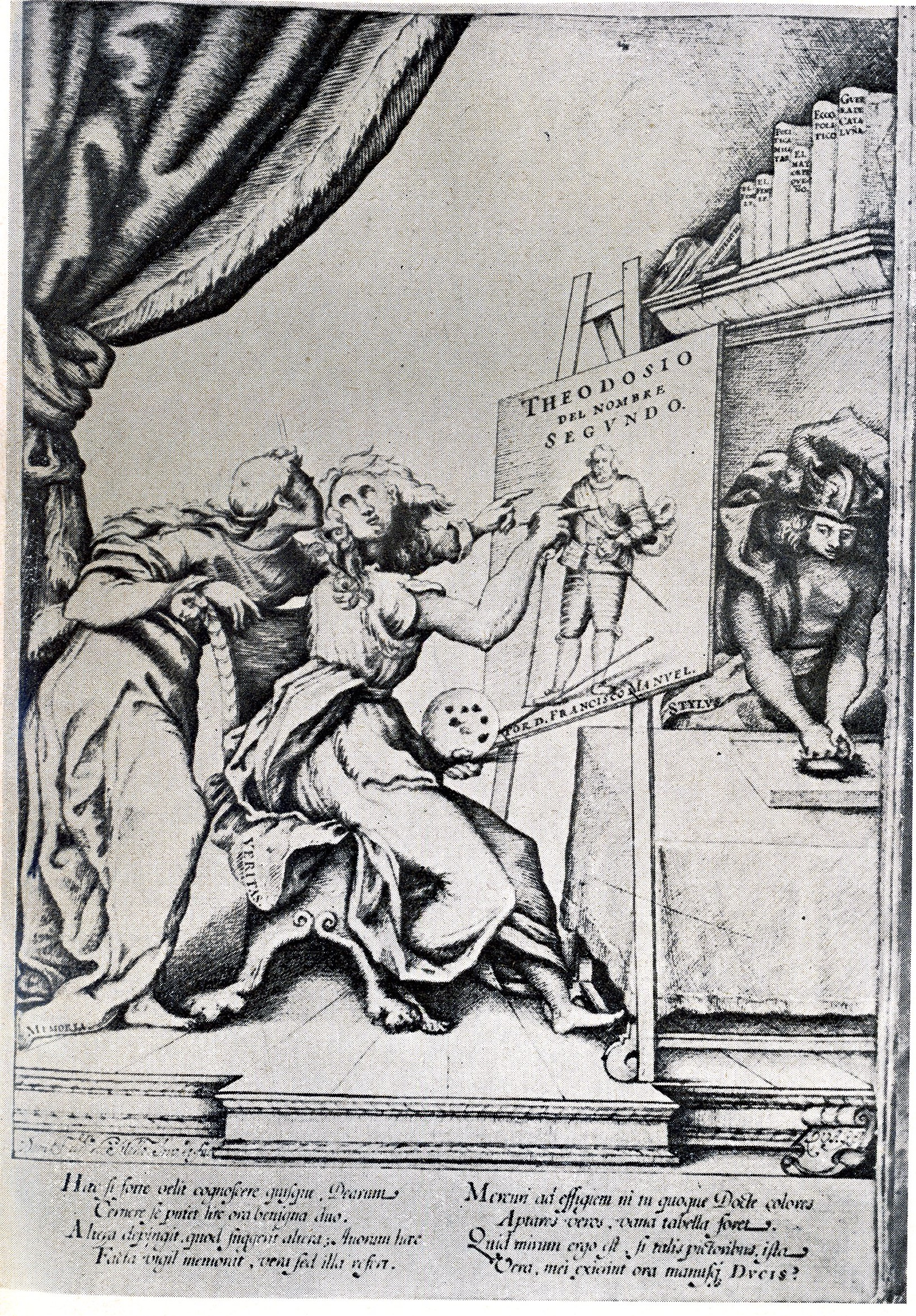
Frontispício do Teodosio II, desenhado por um primo do autor, mas concebido por este

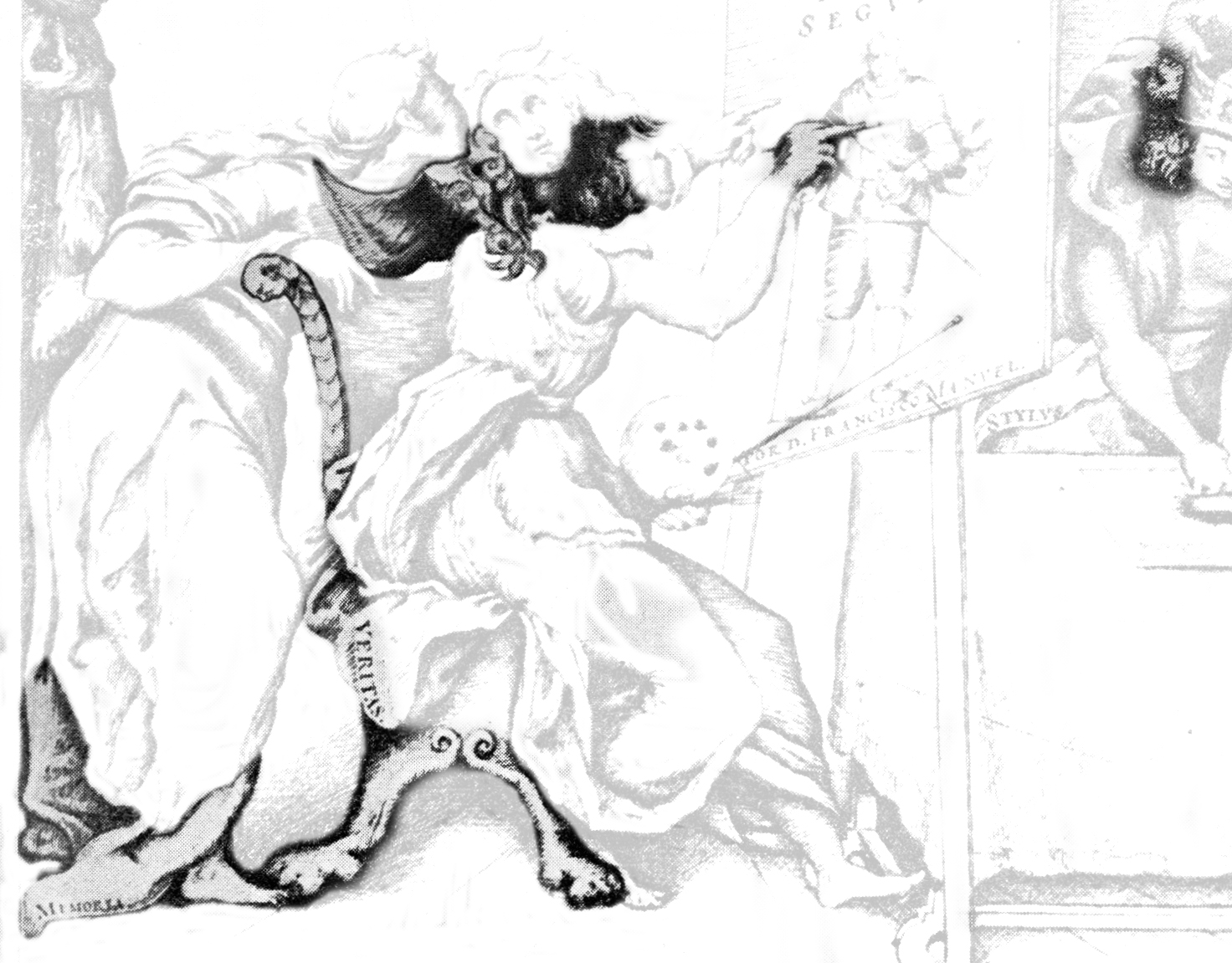
Três (ou quatro) cabeças aparecem... sob o olhar do moucho

Em 1647, compõe uma parte do Teodosio II, em castelhano, sobre a história da Casa de Bragança, que apenas chega à infância de Teodosio II, seu 7.º Duque, pai do futuro Rei Restaurador ; para este livro Francisco com a ajuda do seu primo Francisco de Melo, que desenha (merece ser referido que um outro contemporâneo e primo, D. Agostinho Manuel de Vasconcelos, foi também destacado escritor e político), cria um frontispicio que ele explica da seguinta maneira numa carta dirigida a um amigo, Azevedo, datada de 10 de maio de 1649 :
«Neste livro Teodósio, que a S. Majestade escrevo, de que determino fazer-lhe cedo presente, fiz debuxar um capricho por meu primo Francisco, que com raro acêrto o pôs em efeito, -- para dêle, se abrir uma estampa que sirva de rosto ao verdadeiro livro ; mas para que a pintura nem a tensão fique muda, desejo explicá-la em dous Dísticos, ao pé do debuxo, para o que fiz deixar lugar. É tal a pintura: -- a Verdade em figura de Ninfa, que está pintando em sua estante; e por detrás à orelha lhe dita o que há de pintar outra Ninfa, que significa a Memória. Em o painel se vê a pessoa do Duque Teodósio armado como pintura feita de verdade. Por detrás está Mercúrio moendo tintas, significando o estilo (por sêr ele o deus da Eloquência) -- que são as tintas de que se compõe a formosa história.»
Olhando precisamente o "debuxo" que me apareceram três figuras dissimuladas, que parecem ser mais que traços tirados do acaso. Não esqueçamos que Melo se interessa por tudo, e notavelmente pela Cabala, e podemo-nos perguntar porque é tão importante para ele compor este frontispício. Melo está preso há 5 anos ("prêso na Tôrre Velha", indica ele ao fim do prólogo dessa obra), e (pode-se distinguir isso nos seus escritos e no que resta dos documentos da época), foi um (ou vários) inimigo potente que conseguiu essa prisão, com a caução do Rei. Ora é o próprio Rei (foi só depois de sua morte que Francisco foi libertado) que lhe pede uma história do seu pai Teodósio. Situação difícil. Francisco tinha utilizado todos os meios possíveis para obter a sua libertação, até uma carta do próprio Louis XIV de França. Noutras circunstâncias que não estas (misteriosas até hoje), já teria saído de prisão há muito. O "rosto" que finalmente nunca foi publicado (apenas em 1944 com uma publicação desta obra), poderá ser que Francisco o terá querido para poder fazer aí figurar a história do seu drama: Dum lado acima da pirâmide, como vindo depois do corpo duma serpente, uma cara de perfil, homem calvo, corpulento, (o inimigo?); a um dos pés (de seus pés), da cadeira, a cabeça pisada dum outro homem, ainda novo, de cabelos compridos (Francisco?, que tinha 40 anos); o outro pé dessa cadeira parece pisar o pé da "Ninfa" da Memória e indica, pé esquerdo da pirâmide, uma outra cabeça, Cabelos curtos e escuros, olhos grande abertos, escondida atrás de cortinas (a saia da Ninfa), ou com um corpo fantasmático deitado sobre a palavra Memória, se calhar o morto à origem do drama, que a primeira figura  fixa, no cume da pirâmide... Acima aínda, um moucho, garras exageradas, asas abertas... Pura especulação?

## Obra
Francisco Manuel de Melo foi autor de uma obra vasta e diversificada, em português e em castelhano.

### Poesia

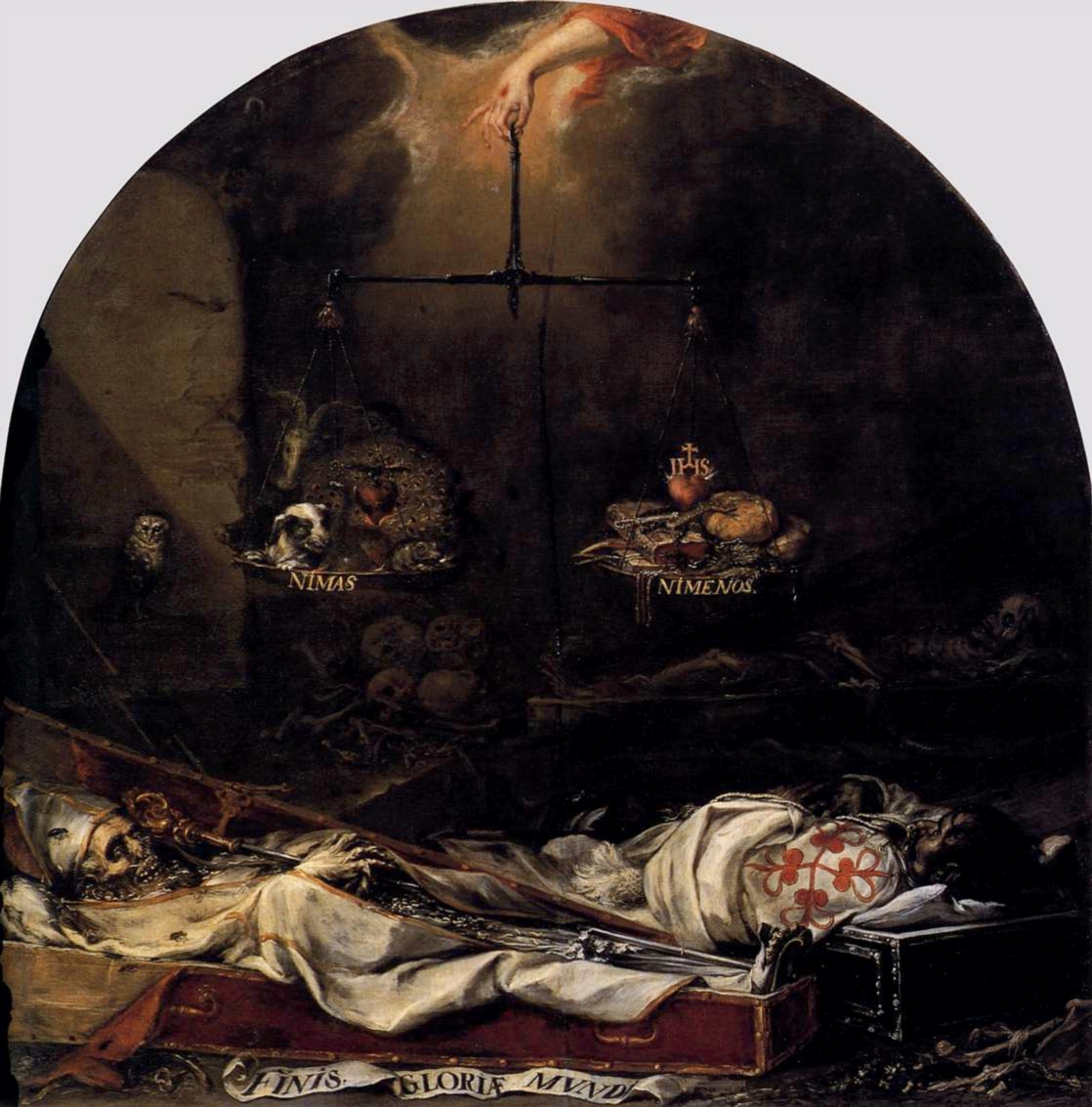
”Finis Gloriae Mundi”, de Juan Valdez Leal: exemplo, na pintura, da concepção barroca do mundo e do tema da transitoridade, também presente na poesia de Francisco Manuel de Melo

Em 1628, publicou um conjunto de sonetos. É, contudo, nas suas “Obras Métricas” (Lyon, 1665), que o autor se mostra digno representante do estilo barroco, espelhando igualmente a influência do renascimento e maneirismo português. Entre a obra poética publicada neste volume encontra-se também o “Auto do Fidalgo Aprendiz”, já que está escrito em verso.

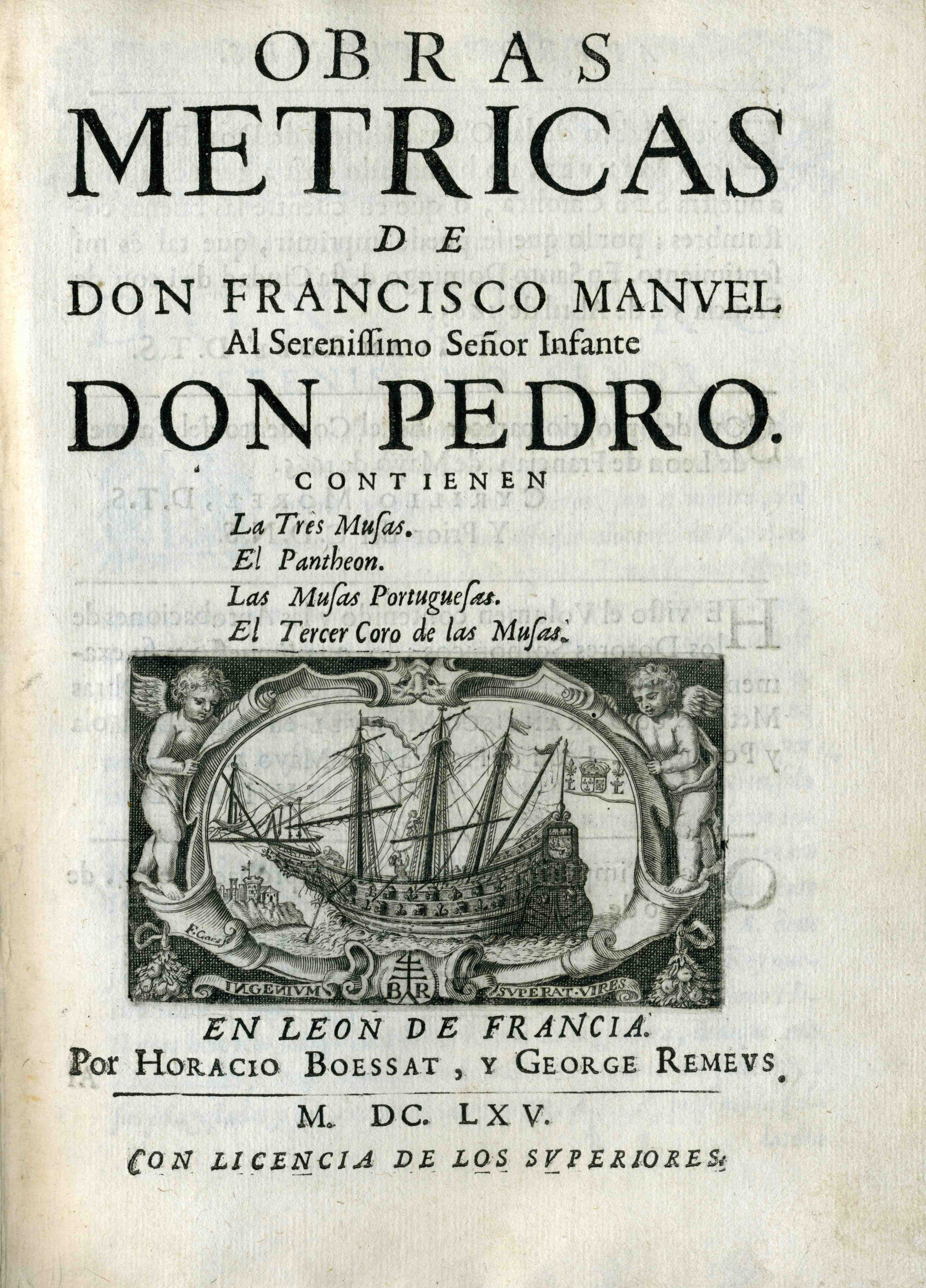
Francisco Manuel de Melo. Obras métricas. Lyon, 1665

O tema do desconcerto do mundo predomina na sua poesia, tal como na generalidade da poesia e arte barroca. Muito do que conhecemos da sua biografia advém da interpretação de muitas das passagens reflexivas e meditações morais da sua obra poética. Esta, está dividida em três partes: a primeira e a terceira, em castelhano e a segunda em português, contendo sonetos, éclogas, romances e trovas. A primeira parte, “Las três musas del Melodino”, publicada pela primeira vez em Lisboa em 1649, está dividida em “El harpa de Melpómene”, “La cítara de Erato” e “La tiorba de Polymnia”. A segunda parte, em língua portuguesa, designada por “As Segundas Três Musas do Melodino” que se dividem em “A Tuba de Calíope”, “A Sanfonha de Euterpe” e “A Viola de Talia”. A terceira parte, de novo em castelhano, designada por “El Tercer Coro de las Musas del Melodino”, divide-se em “La Lira de Clio”, “La Avena de Tersicore” e “La Fistula de Urania”.
Em “A Tuba de Calíope”, cerca de cem sonetos transmitem as suas reflexões que aliam o humor irónico ao pessimismo barroco, através de sentenças moralistas típicas do autor. Na “Sanfonha de Euterpe” encontramos o famoso poema “Canto da Babilónia”, inspirado na não menos célebre redondilha “Babel e Sião” de Luís Vaz de Camões. As éclogas “Casamento”, “Temperança” e “Rústica”, influenciadas pelo estilo de Sá de Miranda, encontram-se no mesmo volume.
O tema da morte está diversas vezes presente, como no soneto “Vi eu um dia a Morte andar folgando”, onde se reflecte sobre o poder desordenador, caótico e desequilibrado que a morte impõe ao mundo dos vivos e incautos. O soneto, com a sua forma limitada a catorze versos, vai ao encontro do poder de síntese próprio do autor. É frequente um estilo coloquial que se verifica noutros sonetos, como no “Que vos hei-de mandar de Caparica”, que não é mais que uma carta de Natal a uma prima, na altura em que esteve preso.

### Teatro

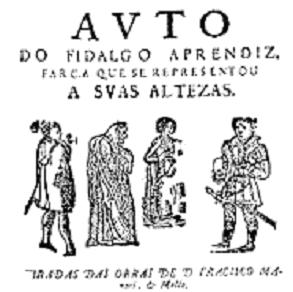
Frontispício do Auto do Fidalgo Aprendiz

O teatro português da época estava numa fase pouco criativa, apesar de se representarem muitos autos populares nas ruas e feiras, e tragédias clássicas nos colégios dos jesuítas, como aquele em que Francisco estudou. Imitava-se e adaptava-se muito o que era feito em Espanha.
Escrito anteriormente a 1646, na Torre Velha, o Auto do Fidalgo Aprendiz, publicado pela primeira vez, nas suas Obras métricas em 1665, satiriza a fidalguia provinciana. Ainda que seja duvidosa a influência directa, há quem a estabeleça com a obra de Molière, Le Bourgeois Gentilhomme – é provável que os dois dramaturgos tenham trocado impressões e ideias que tenham resultado em obras semelhantes. Apesar de Francisco ter escrito muitas mais peças (entre as que se perderam, podemos contar algumas das quais nem sequer conhecemos o nome), esta é a mais conhecida da sua produção teatral. Segue a tradição vincentina (a sátira, a crítica social, o uso da redondilha – nota-se também a influência, no tema, da farsa “Quem tem farelos?”), ainda que denote claras influências do teatro espanhol (e, em especial de Lope de Vega, como se verifica na divisão da peça em “jornadas”). Os equívocos e cenas ao estilo de “capa e espada” eram também inovadores em Portugal, apesar de já serem recursos frequentes no teatro castelhano.

### Literatura didáctica
Grande parte da obra de Francisco Manuel de Melo é dedicada ao género didáctico.

#### Apólogos Dialogais
Os  quatro “Apólogos Dialogais”, de 1721, juntam várias obras: textos de crítica social e moral (Relógios Falantes, Escritório do Avarento, Visita das Fontes) e de crítica literária (Hospital das Letras, escrito em 1657, é considerado a primeira obra de crítica literária verdadeiramente estruturada, em português).

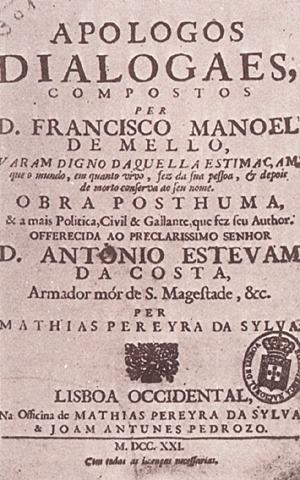
Página de rosto dos Apólogos Dialogais de Francisco Manuel de Melo

Os apólogos, considerados pelo próprio Francisco como obras “esquisitas”, consistem em diálogos entre objectos (excepto o “Hospital de Letras”, onde o diálogo é estabelecido entre os autores Trajano Bocalino, Justo Lípsio, Francisco Quevedo e o próprio Francisco Manuel de Melo), muito apreciados pelo seu refinamento palaciano e ironias subtis. O autor serve-se para fazer uma crítica de costumes não demasiado corrosiva, diplomática, até, ainda que recorrendo à sátira.
Em Relógios falantes o autor põe a discutir dois relógios de igreja - da Igreja das Chagas e da vila de Belas, representando a cidade e o campo – de forma a fazer ressaltar que em todos os sítios onde vivem homens (seja no meio campesino ou no meio urbano) existe hipocrisia e frivolidade.
Em Escritório do Avarento são quatro moedas, numa gaveta de um avarento, que discutem a corrupção.
Em Visita das fontes, conversam a Fonte Nova do Terreiro do Paço, a Fonte Velha do Rossio, a Estátua de Apolo, que ornamenta a primeira e o sentinela que guarda a fonte. Aqui, num lugar bastante concorrido da época, são classificados os transeuntes consoante os seus vícios, fazendo-se um retrato satírico da sociedade lisboeta da época.
No “Hospital de Letras”, além de se apontarem defeitos dos autores nacionais, são elogiados Gil Vicente, Sá de Miranda, Luís de Camões, António Ribeiro Chiado, Jorge Ferreira de Vasconcelos, entre outros.

#### Carta de Guia de Casados
A Carta de Guia de Casados (publicado em Lisboa em 1651), de carácter moralista, é uma das suas obras maiores, onde tece considerações sobre a vida conjugal e familiar. Foi escrita a pensar num amigo que se ia casar. Datada nas opções que defende, a “Carta” é ainda lida pelo seu rigor estilístico, pormenores anedóticos e passagens maliciosas que alternam com passagens mais demonstrativas e axiomáticas (com uma larga profusão de provérbios).
Apesar de estar escrita em forma de carta, o que poderia levá-la a ser classificada no género epistolar, a “Carta”, pela sua extensão, é considerada, acima de tudo, um tratado de moral onde se defende o “casamento de razão” em detrimento do casamento originado pela paixão, considerado por ele apenas um acto irracional que leva facilmente a uma vida conjugal instável e infeliz (“amores que a muitos mais empeceram que aproveitaram”), ao contrário do casamento que se funda apenas no “amor-amizade” que, ao longo do tempo se vai afirmando pelo respeito mútuo e por uma intimidade crescente. A mulher é descrita nesta obra como o elemento que se deve submeter à autoridade do marido – não nega, contudo, as capacidades intelectuais femininas – é, até, dito que a mulher tem faculdades mentais em muitos aspectos superiores aos homens – o que as tornariam, por consequência, mais perigosas: “aquela sua agilidade no perceber e discorrer em que nos fazem vantagens é necessário temperá-la com grande cautela”. O autor defende, por isso, que a mulher não deve cultivar demasiado a sua inteligência e que os únicos livros a ela adequados são “a almofada de coser”. Ao homem, cabe ser sério, fugir dos vícios e dedicar-se ao lar e à esposa. Reflexo da época, contudo, são perdoados alguns deslizes do marido (sendo dados, mesmo, alguns conselhos em relação aos filhos bastardos). Alguns dos provérbios desta obra ficaram famosos, como o “Que Deus me guarde de mula que faz him e de mulher que sabe latim”.
É interessante verificar que todo o texto se assume como conselhos de um solteiro para outro solteiro – uma conversa de homens que, eventualmente, poderá ser lido por alguma mulher. Talvez por isso o livro acabe por não ofender ninguém – afinal, o autor não tinha experiência directa sobre o assunto tratado e assume isso claramente. Já nas suas “Obras Métricas”, a primeira écloga é sobre o casamento. Usando o verso heptassílabo, também usado por Bernardim Ribeiro e Francisco Sá de Miranda, durante o século XVI, Francisco quase que resume as suas teorias neste pequeno excerto:
“André quer mulher fermosa,
Mas que não tenha ceitil;
Gil não quer mulher fermosa:
Quer-la feia e bondosa.
Isto quer o André e o Gil.”
É também interessante o catálogo de mulheres efectuado nesta obra, que segue o mesmo princípio de valorização da submissão, do recato, aparecendo como modelo de mulher a ser seguido pelas outras, a de Margarida de Valois.
Em 1664 publicou, em Roma, as suas Obras Morales. Escreveu ainda textos de cariz político e panfletos polemistas.

#### Tratado da Ciência
Pode-se, ainda, referir o seu “Tratado da Ciência Cabala” (publicado postumamente, em 1724), dedicado a Dom Francisco Caetano de Mascarenhas. Este tratado, ao incidir sobre um tema do ocultismo, corria o risco provável de ser censurado pelo Santo Ofício. Verifica-se, de facto, alguma prudência na forma como o autor expõe os seus conhecimentos.
Na “Feira de Anexins” (publicado apenas em 1875), é, de novo, demonstrado o pendor do autor para os provérbios.
Enquanto esteve preso escreveu um volume de memórias que reuniu nas suas Cartas Familiares, publicadas em Roma, em 1664.

#### Epanáforas de Vária História Portuguesa

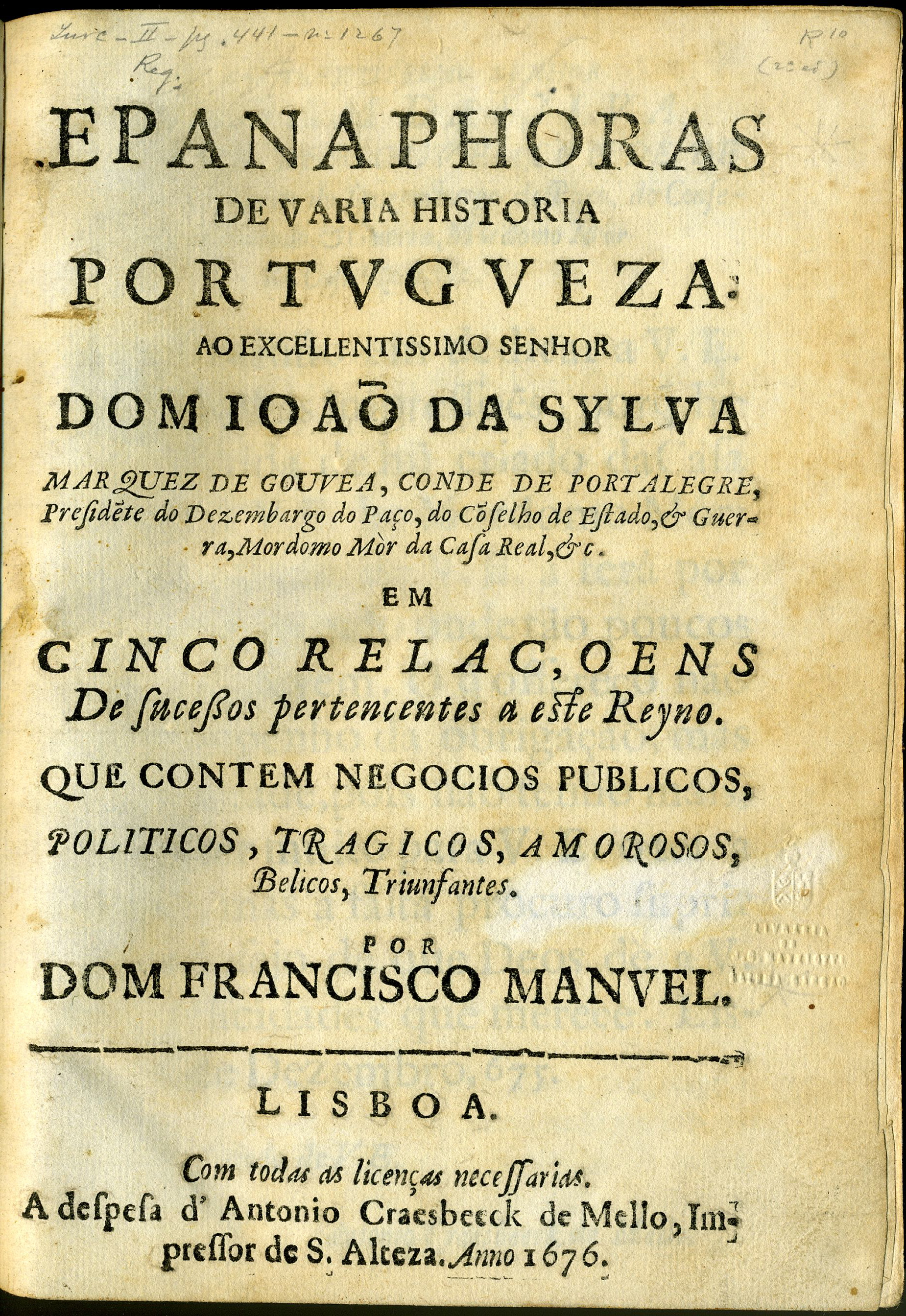
Frontispício de Epanáforas de Vária História Portugueza, edição de 1676.

A sua obra historiográfica inclui as Epanáforas de Vária História Portugueza (Lisboa, 1660) sobre temas relacionados com Portugal.
As cinco Epanáforas são: a “Trágica” de 1627; a “Política”, de 1637; a “Bélica” de 1639, a “Triunfante” de 1654 e a “Amorosa”).
A “Epanáfora Amorosa” é considerada como uma obra pioneira no género da novela histórica e melodramática – de Dom Francisco, e com esta característica, contamos também as obras “El Fénis de África” de 1648, sobre Santo Agostinho, e “El Mayor Pequeño”, sobre São Francisco de Assis. Divide-se em duas partes – a primeira conta o episódio lendário da descoberta da ilha da Madeira por dois amantes fugitivos de Inglaterra, Ana d’Arfert e Roberto Machim. A segunda parte descreve a descoberta do arquipélago por João Gonçalves Zarco e Bartolomeu Perestrelo.
Escreveu, ainda, uma História de los Movimientos y Separación de Cataluña (de 1645), muito conceituada na história literária castelhana, e ligada à «Epanáfora Política», já que trata também de uma sublevação contra o domínio filipino (no caso da Epanáfora, a revolta de Évora, ou do Manuelinho, em 1637).
A Bélica trata do confronto entre holandeses e espanhóis no Canal de Inglaterra, em que Francisco também participou, em 1639.
A Triunfante trata da restauração da soberania portuguesa no estado de Pernambuco, a Insurreição Pernambucana, que culmina com a expulsão dos holandeses, por altura da Restauração em Portugal.
As Epanáforas deram-lhe o epíteto de “Tácito português”, pelo seu estilo sintético e conciso, também próprio de Cornélio Tácito, o historiador romano.

## Traduções em linguas estrangeiras
- L'apprendista Gentiluomo a cura di Enzio di Poppa Volture. Edizioni Fussi. Firenze. Fevereiro de 1958 (italiano)
- An Historical Account of the Discovery of the Island of Madeira, Abridged from the Portugueze Original. to Which Is Added, an Account of the Present state of the island, in a letter to a friend. Gale Ecco, Print Editions. 2010  : tradução da terceira parte da 'Epanaphora de varia história portugueza'. (Inglês)